# Mitchelton Scott/Saison 2020
Dieser Artikel listet die Siege und den Kader des Radsportteams Mitchelton Scott in der Straßenradsport-Saison 2020 auf.

## Team
| Teamkader 2020       | Teamkader 2020     | Teamkader 2020         | Teamkader 2020                            |
| Name                 | Geburtsdatum       | Land                   | Vorheriges Team                           |
| -------------------- | ------------------ | ---------------------- | ----------------------------------------- |
| Jessica Allen        | 17. April 1993     | Australien             | High5 Dream Team (2016)                   |
| Grace Brown          | 7. Juli 1992       | Australien             | Wiggle High5 (2018)                       |
| Gracie Elvin         | 31. Oktober 1988   | Australien             | Faren-Honda (2012)                        |
| Janneke Ensing       | 21. September 1986 | Niederlande            | WNT-Rotor Pro Cycling (2019)              |
| Lucy Kennedy         | 11. Juli 1988      | Australien             | High5 Dream Team (2017)                   |
| Jessica Roberts      | 11. April 1999     | Vereinigtes Königreich | Breeze (2019)                             |
| Sarah Roy            | 27. Februar 1986   | Australien             | Poitou-Charentes.Futuroscope.86 (2014)    |
| Amanda Spratt        | 17. September 1987 | Australien             |                                           |
| Moniek Tenniglo      | 2. Mai 1988        | Niederlande            | FDJ-Nouvelle Aquitaine-Futuroscope (2018) |
| Annemiek van Vleuten | 8. Oktober 1982    | Niederlande            | Bigla (2015)                              |
| Georgia Williams     | 25. August 1993    | Neuseeland             | BePink (2016)                             |
|                      |                    |                        |                                           |
| Quelle: UCI          |                    |                        |                                           |

## Siege
| Siege    | Siege                                                  | Siege      | Siege  | Siege                | Siege |
| Datum    | Rennen                                                 | Staat      | Klasse | Siegerin             |       |
| -------- | ------------------------------------------------------ | ---------- | ------ | -------------------- | ----- |
| 12. Jan. | Australische Meisterschaften, Straßenrennen der Frauen | Australien | CN     | Amanda Spratt        |       |
| 17. Jan. | Women's Tour Down Under, 2. Etappe                     | Australien | 2.Pro  | Amanda Spratt        |       |
| 6. Feb.  | Womens Herald Sun Tour, Gesamtwertung                  | Australien | 2.1    | Lucy Kennedy         |       |
| 29. Feb. | Omloop Het Nieuwsblad                                  | Belgien    | 1.1    | Annemiek van Vleuten |       |
| 22. Jul. | Emakumeen Nafarroako Klasikoa                          | Spanien    | 1.1    | Annemiek van Vleuten |       |
| 23. Jul. | Navarra Women’s Elite Classic                          | Spanien    | 1.1    | Annemiek van Vleuten |       |
| 26. Jul. | Durango-Durango Emakumeen Saria                        | Spanien    | 1.1    | Annemiek van Vleuten |       |
| 1. Aug.  | Strade Bianche                                         | Italien    | 1.WWT  | Annemiek van Vleuten |       |
| 27. Aug. | European Road Cycling Championships - Women RR         | Frankreich | CC     | Annemiek van Vleuten |       |
| 12. Sep. | Giro d'Italia Women, 2. Etappe                         | Italien    | 2.WWT  | Annemiek van Vleuten |       |
| 7. Okt.  | Brabantse Pijl Women                                   | Belgien    | 1.1    | Grace Brown          |       |